# Eviota kermadecensis
Eviota kermadecensis, tên thông thường là Kermadec dwarfgoby, là một loài cá biển thuộc chi Eviota trong họ Cá bống trắng. Loài này được mô tả lần đầu tiên vào năm 2012.

## Từ nguyên
Loài cá này được đặt theo tên của nơi đầu tiên tìm thấy chúng, quần đảo Kermadec.

## Phạm vi phân bố và môi trường sống
E. kermadecensis chỉ được ghi nhận ở ngoài khơi đảo Raoul thuộc quần đảo Kermadec (New Zealand). Chúng được thu thập gần các rạn san hô ở độ sâu khoảng 29 m.

## Mô tả
Chiều dài cơ thể tối đa được ghi nhận ở E. kermadecensis là 2,1 cm.
Số gai ở vây lưng: 7; Số tia vây ở vây lưng: 9 - 10; Số gai ở vây hậu môn: 1; Số tia vây ở vây hậu môn: 8 - 9.